# Brian Reitzell
Brian Reitzell (24 dicembre 1965) è un compositore e musicista statunitense.

## Biografia

### Carriera
Brian Reitzell è un musicista, compositore, produttore e supervisore di musiche, conosciuto ai più per i suoi contributi alle colonne sonore di diversi film. È stato batterista del gruppo punk Redd Kross. Ha anche collaborato con il duo elettronico francese Air, dove si è esibito ai tamburi nell'album 10 000 Hz Legend del 2001.
Ha scritto la traccia Sick Love inclusa nella colonna sonora del film Un lupo mannaro americano a Parigi del 1997, i cui restanti brani sono stati realizzati da Wilbert Hirsch.
Nel 2003 fu nominato per i BAFTA, insieme a Kevin Shields per My Bloody Valentine, per la colonna sonora di Lost in Translation di Sofia Coppola.
Attualmente è membro del gruppo TV Eyes, composto da Roger Joseph Manning Jr. e Jason Falkner.

## Filmografia
- Il giardino delle vergini suicide (The Virgin Suicides) (1999)
- CQ (2001)
- Lost in Translation - L'amore tradotto (Lost in Translation) (2003)
- Friday Night Lights (2004)
- Thumbsucker - Il succhiapollice (Thumbsucker) (2005)
- Maria Antonietta (Marie Antoinette) (2006)
- Vero come la finzione (Stranger than Fiction) (2006)
- 30 giorni di buio (30 Days of Night) (2007)
- The Brothers Bloom (2008)
- Shrink (2009)
- Peacock (2010)
- Cappuccetto rosso sangue (Red Riding Hood) (2011)
- Bling Ring (2013)
- Hannibal (serie tv) (2013)
- American Gods (2017)
- Relic (2020)